# Expedição Científica das Ilhas Subantárticas

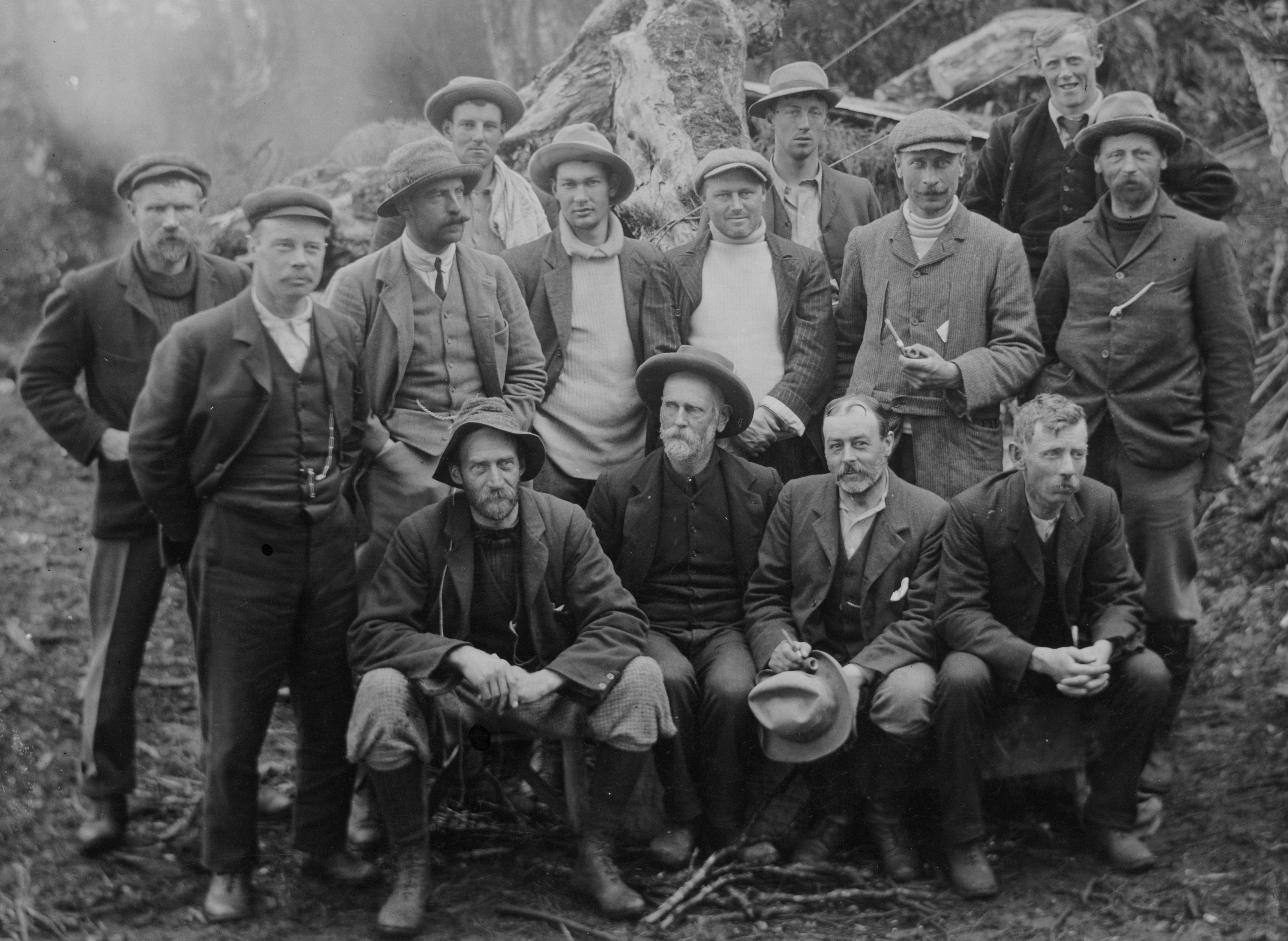
Pessoal científico das Ilhas Auckland

A Expedição Científica das Ilhas Subantárticas de 1907 foi organizada pelo Instituto Filosófico de Cantuária. O principal objetivo da expedição era estender o levantamento magnético da Nova Zelândia investigando a Ilha Campbell e as Ilhas Auckland, mas também foram realizados levantamentos botânicos, biológicos e zoológicos.

## Preparativos
O comitê de planejamento do Instituto Filosófico de Canterbury abordou os vários ramos do Instituto da Nova Zelândia para obter apoio e, armado com isso, abordou o Ministro da Nova Zelândia Encarregado do Departamento Marinho, John A. Millar, para um possível transporte. Ao ser informado de que nenhum dos navios a vapor do governo da Nova Zelândia estaria disponível, o comitê enviou uma delegação ao primeiro- ministro em exercício, William Hall-Jones.
Em 8 de junho de 1907, foi confirmado que o NZGSS Hinemoa sob a capitania de John Bollons estaria disponível para transportar a expedição.

### Pessoal
AUm grupo de 26 participantes participou da expedição. O grupo foi dividido em duas partes principais - uma para a Ilha Campbell e outra para as Ilhas Auckland - com a intenção de que os grupos fossem deixados para pesquisa enquanto o NZGSS Hinemoa realizava sua rodada regular de verificação dos depósitos de náufragos em outros ilhas subantárticas antes de retornar para pegar os grupos.
| Pesquisa de botânica - Leonard Cockayne - Bernard Aston - John Smaillie Tennant - Arthur Dorrien-Smith - Robert M. Laing - Joseph Crosby-Smith | Pesquisa de geologia - Robert Speight - Alexander Moncrief Finlayson - G. S. Collyns - Patrick Marshall - Robert Browne | Pesquisa magnética - Coleridge Farr - Henry Denman Cook - Henry Fawsit Skey - Edward Kidson - C. A'Court Opie | Pesquisa de zoologia - William Benham - George Hudson - Edgar Ravenswood Waite - Charles Chilton - George Marriner - James Boxer Mayne - Harry Borrer Kirk |

## Expedição

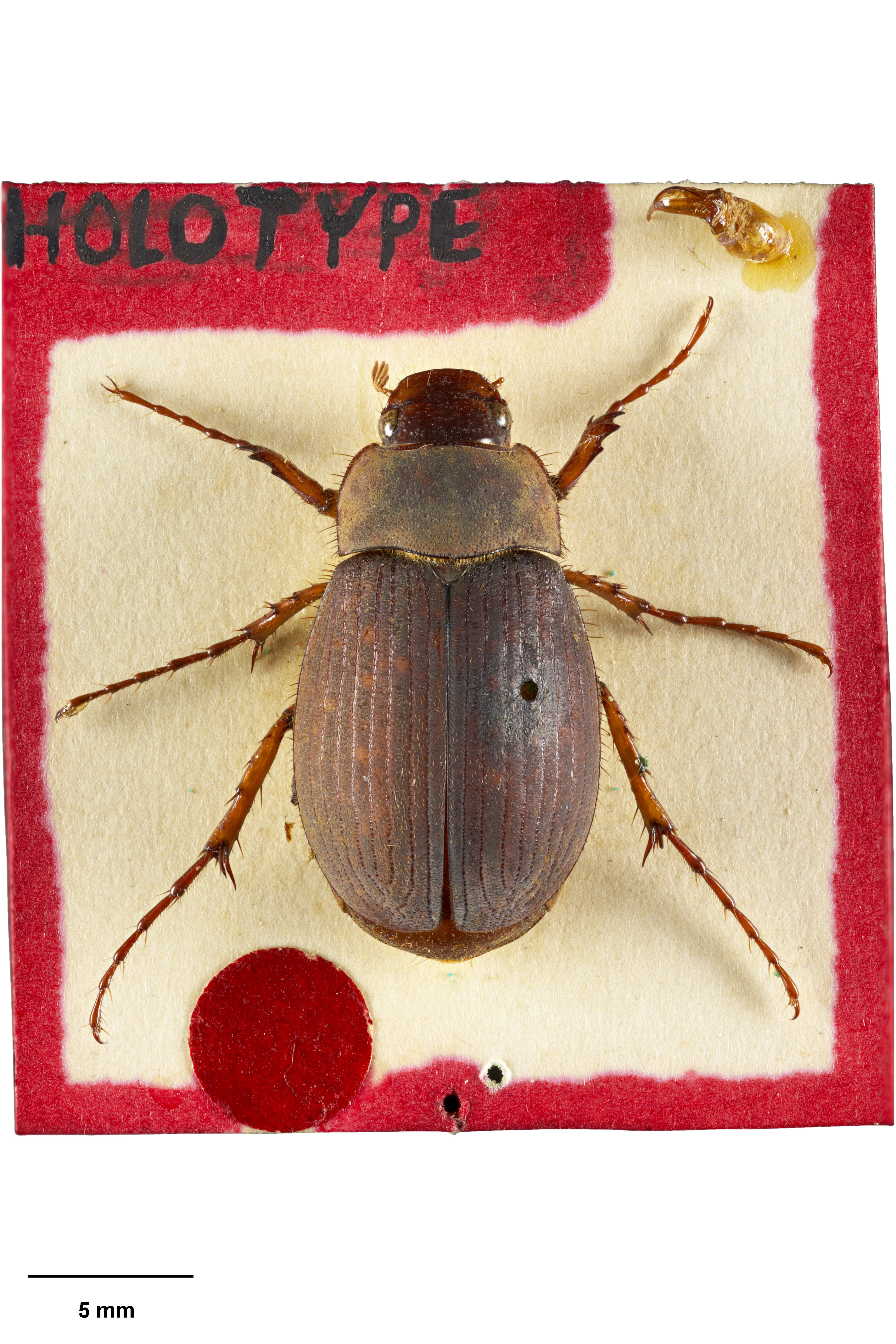
Besouro coletado no Snares em 15 de novembro de 1907

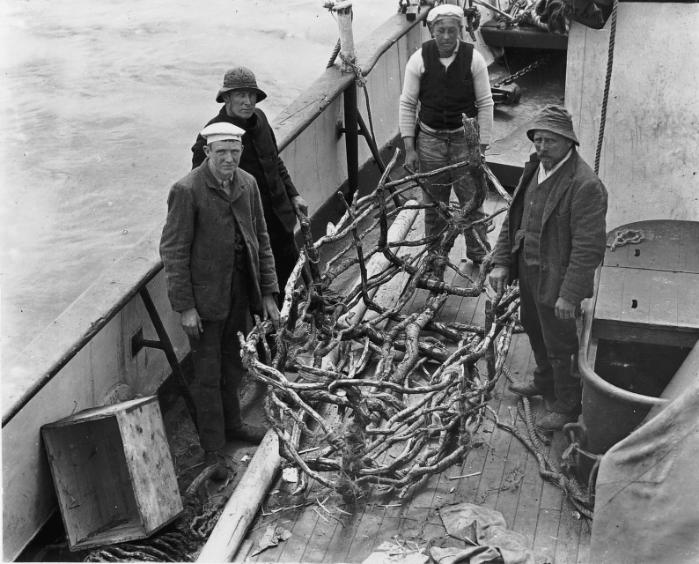
Sobreviventes do naufrágio de Dundonald a bordo do Hinemoa com seu coracle frame

O NZGSS Hinemoa partiu de Bluff em 14 de novembro de 1907, e a expedição chegou a Port Pegasus em Ilha Stewart no início da tarde. Alguns desembarcaram para um episódio de coleta botânica. A viagem continuou às 21h00 daquela noite com um vapor noturno para as Ilhas Snares, que foram alcançadas às 06h00. Todo o dia 15 de novembro foi passado em The Snares explorando as ilhas e coletando espécimes de solo, rocha, zoológicos e botânicos.
Em 16 de novembro, a expedição chegou às Ilhas Auckland e descobriu os náufragos do naufrágio do Dundonald. Depois de garantir que os náufragos fossem abastecidos com provisões e levar a bordo um dos náufragos para servir como cozinheiro para o grupo de expedição da Ilha Campbell, o grupo de expedição das Ilhas Auckland foi deixado em Camp Cov.
A Ilha Campbell foi alcançada em 18 de novembro e o restante da expedição foi deixado. Hinemoa voltou e pegou o grupo Campbell Island em 25 de novembro. Enquanto Hinemoa estava fora, o grupo das Ilhas Auckland, que também havia recebido uma baleeira e tripulação, foi levado a vários locais ao redor das Ilhas Auckland durante sua estada de dez dias. Com o retorno do Hinemoa em 26 de novembro, o grupo das Ilhas Auckland fez as malas e embarcou no navio.
Em 27 de novembro, o navio partiu para Ilha Enderby para mais exploração e caça de espécimes, antes de seguir para Disappointment Island em 28 de novembro. Vários membros da expedição coletaram espécimes e amostras enquanto o capitão Bollons organizava a exumação do imediato do Dundonald, Jabez Peters, para ser enterrado novamente no cemitério de Hardwicke. O funeral realizou-se naquela noite. Hinemoa voltou a Bluff em 30 de novembro.